# 山猪菜
山猪菜（学名：Merremia umbellata subsp. orientalis）为旋花科鱼黄草属伞花茉栾藤的亚种。分布在澳大利亚、印度、柬埔寨、斯里兰卡、热带东非、泰国、老挝、塞舌耳群岛、越南、马来西亚以及中国大陆的广西、云南、广东等地，生长于海拔550米至1,600米的地区，一般生于山谷疏林、路旁以及杂草灌丛中，目前尚未由人工引种栽培。

## 别名
假红薯、小薯藤（广东） 假红薯、假番薯、山猪菜藤（海南） 野薯藤、土瓜藤（广西）

## 异名
- Merremia umbellata (L.) Hall. f.